# Eleições legislativas das Turcas e Caicos de 2007
As Turcas e Caicos são um território caribenho dependente da coroa britânica. É constituído por dois arquipélagos separados pelo Canal das Ilhas Turcas, a Norte da Ilha Hispaniola.

## 9 de Fevereiro de 2007
Os resultados das Eleições Legislativas de 2007, nas Turcas e Caicos deram uma ampla maioria ao partido do Primeiro-Ministro, Michael Misick.
| Partido                      | Votos | Percentagem | Assentos | +/- |
| Partido Nacional Progressivo | 3.558 | 59,7        | 13       | + 5 |
| Movimento Democrata do Povo  | 2.401 | 40,3        | 2        | - 3 |
| Total                        | 5959  | 100,0       | 15       | + 2 |

### Fonte
- http://www.mherrera.org/elections.htm